# Samuel Whitbread (Politiker, 1764)
Samuel Whitbread (* 18. Januar 1764; † 6. Juli 1815) war ein britischer Politiker.

## Leben
Samuel Whitbread war der einzige Sohn von Samuel Whitbread und dessen erster Frau Harriet (geborene Hayton, † April 1764). Er wuchs zusammen mit zwei Schwestern und einer Halbschwester aus einer späteren Ehe seines Vaters auf. Von 1775 bis 1780 besuchte er das Eton College. Danach das College Christ Church der University of Oxford und das St John’s College der University of Cambridge.
Whitbreads Verhältnis zu seinem Vater war zeitlebens getrübt. Dieser fand sich nur schwer damit ab, das sein Sohn kein Interesse für die von ihm aufgebaute Brauerei hegte. Auch war sein Vater nicht mit seiner Hochzeit mit Elizabeth Grey, der Tochter von Charles Grey, 1. Earl Grey, die am 26. Januar 1788 stattfand, einverstanden. Aus der Ehe gingen zwei Söhne, William und Samuel Charles Whitbread, sowie zwei Töchter hervor. Auch politisch waren die beiden unterschiedlicher Meinungen. Das schwierige Verhältnis zwischen Vater und Sohn führte 1790 dazu, das Samuel Whitbread seinen Vater im Wahlkreis Bedford als Kandidat verdrängte. Dieser hatte den Wahlkreis bereits mehrere Jahre im House of Commons vertreten und war schwer getroffen von dem Verhalten seines Sohnes. Samuel Whitbread selbst gehörte nun die nächsten 25 Jahre dem Unterhaus an.
Nach dem Tod seines Vaters erbte er dessen Vermögen, die Brauerei, sowie dessen Ländereien. Whitbread erweiterte im weiteren Verlauf seines Lebens den Grundbesitz seiner Familie in Bedfordshire in der Umgebung von Southill, sodass er schließlich 12.000 Acre in dem County besaß und verkaufte die meisten Ländereien in den anderen Counties. Die Brauerei leitete er die ersten zwei Jahre alleine. Danach nahm er drei Partner in das Unternehmen auf und schließlich 1800 drei weitere Partner. Mit jedem dieser beiden Vorgänge zog er sich mehr und mehr aus dem Unternehmen zurück, sodass er schließlich nur noch für die Finanzen der Brauerei verantwortlich war.
Nachdem sich im Laufe des Jahres 1815 seine Gesundheit immer weiter verschlechterte, beging er am Morgen des 6. Juli 1815 Suizid. Sein Schwiegersohn William Waldegrave übernahm seinen vakanten Sitz im House of Commons.